# Cîroc
CÎROC – wódka klasy premium, destylowana z francuskich winogron, wprowadzona w 2003 na amerykański rynek przez brytyjską firmę produkującą alkohol Diageo. 
Trunek ten jest reklamowany przez amerykańskiego rapera P. Diddy'ego.